# Törnskogen

Törnskogen är ett skogsområde i Sollentuna och Upplands Väsby kommuner i Uppland.

## Södra Törnskogen
Södra Törnskogen är ett naturreservat i Sollentuna. Reservatet bildades 2012 och omfattar 480 hektar. Flera torpplatser finns inom området: Vaxmora, Törntorp och Grönan. 

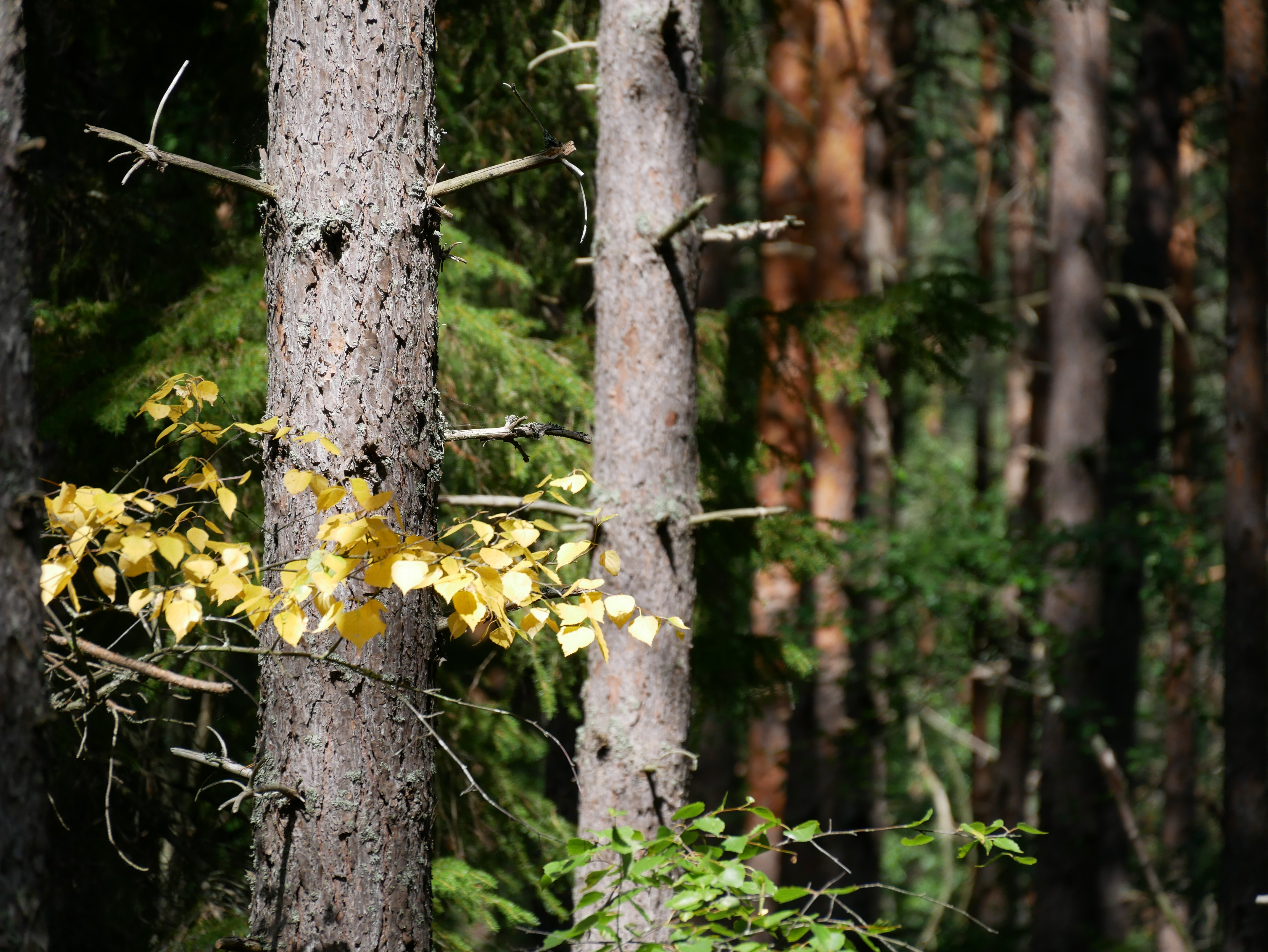
Södra Törnskogens naturreservat

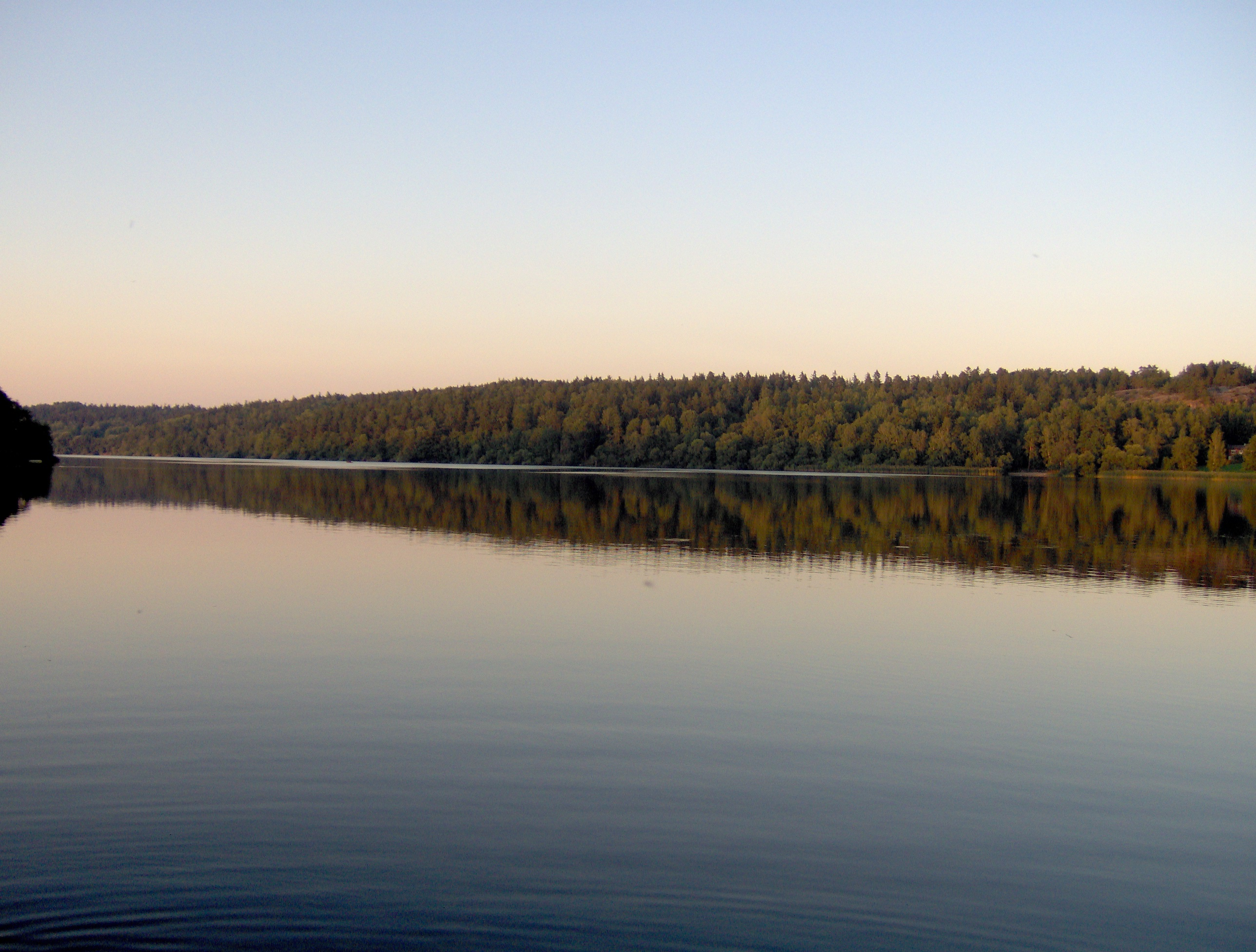
Södra Törnskogens västra delar gränsar till sjön Norrviken

## Norra Törnskogen
Den 20 juni 2016 beslutade kommunfullmäktige i Upplands Väsby att även Norra Törnskogen ska bli naturreservat. Reservatet omfattar 109 hektar.